# Lithophaga paraplumula
Lithophaga paraplumula is een tweekleppigensoort uit de familie van de Mytilidae. De wetenschappelijke naam van de soort is voor het eerst geldig gepubliceerd in 2012 door Kleemann & Maestrati.